# Кувалда

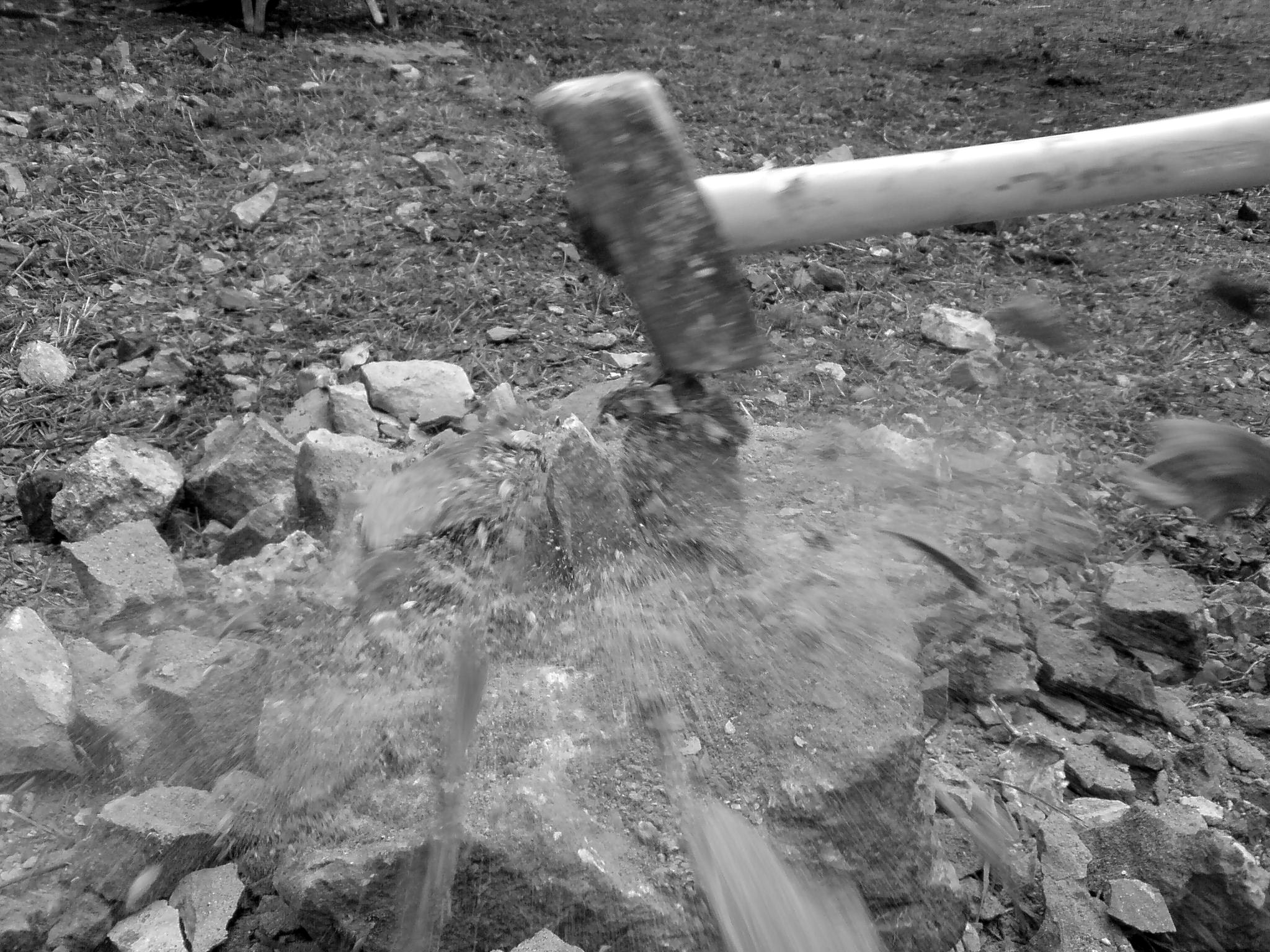
Удар кувалди

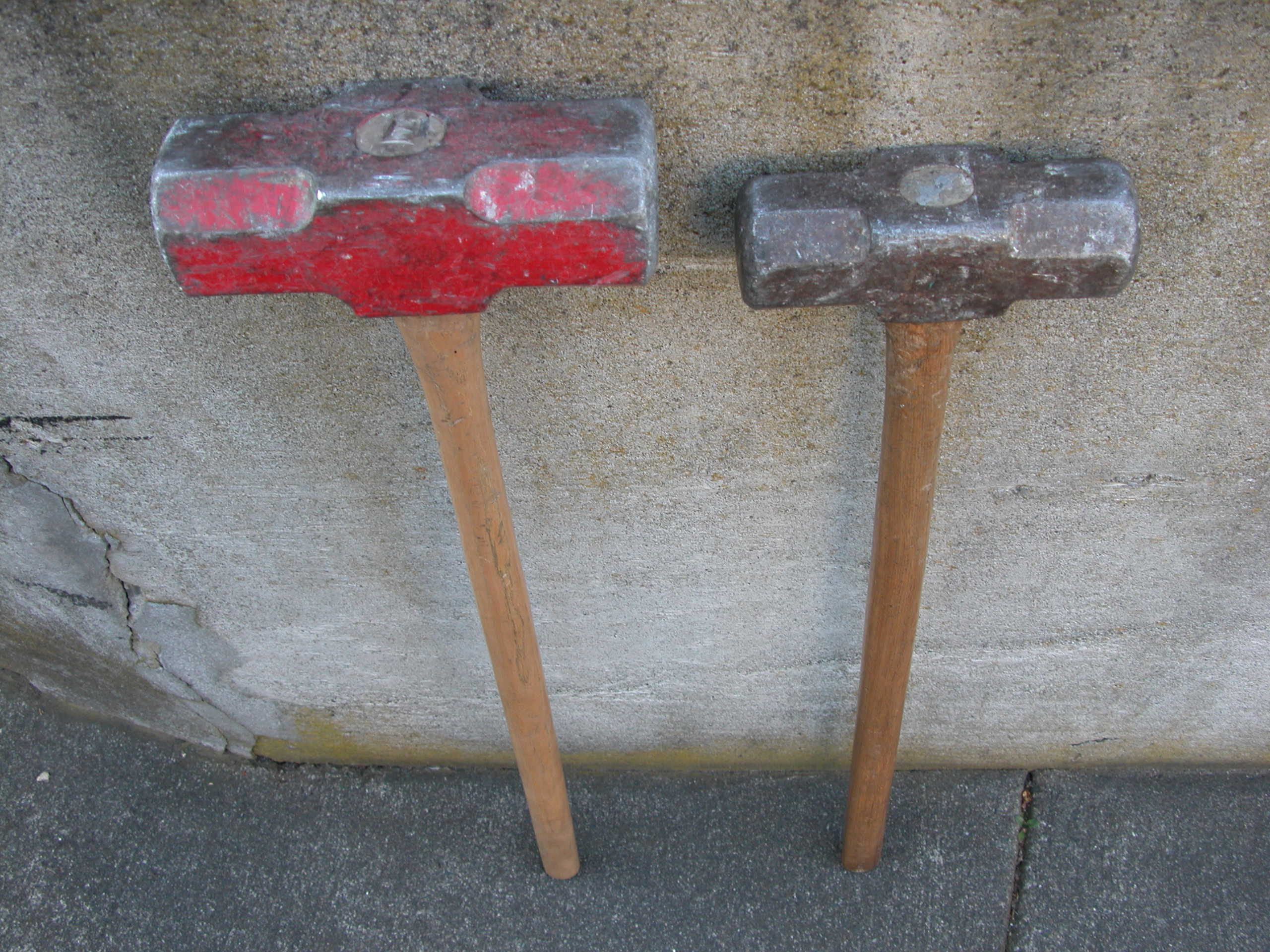
Кувалди

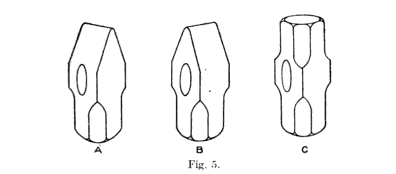
Види голівок кувалди

Кува́лда — ручний інструмент, великий ручний дворучний молот. Слово «кувалда» запозичене з російської мови, де утворене шляхом метатези від ранішого «ковадло» (яке походить через українське або білоруське посередництво з пол. kowadło), існує також версія питомо російського походження — від префікса «ку» + «валить».
Кувалда — ударний інструмент, який являє собою важкий (до 16 кг) молот з плоскими бойками (клюпами), що застосовується при важких ковальських роботах, на демонтажі і монтажі конструкцій, де потрібна велика ударна сила. Від молотка кувалда відрізняється значно більшою масою бійка, довжиною руків'я.
Кувалда — один з найдавніших інструментів, відомих людству. Відповідно до поширенішої етимології, кувалда була ковальським інструментом.
Ударні інструменти повинні бути максимально надійні. Особлива увага приділяється кріпленню рукоятки з головкою. Отвір у головці кувалди («всадив»)[джерело?], куди вставляється руків'я, повинен бути еліптичної форми і мати ухил від середини до бічних граней 1:10. Це забезпечує надійне кріплення після забивання клина і полегшує насадження головки на руків'я.
Практика показала, що найнадійнішими є металеві клини, які входять на глибину, рівну 2/3 ширини голівки молота; забивати клин слід похило до вертикальної осі. Це дозволяє розпирати деревину в двох площинах.